# Endgame (film 2001)
Endgame è un film del 2001 diretto da Gary Wicks.

## Trama
Tom, giovane prostituto con un passato travagliato, si ritrova coinvolto nelle malvagie macchinazioni del suo magnaccia, il gangster George Norris e del poliziotto corrotto Dunston, a cui piace usare Tom di tanto in tanto. Quando Tom uccide accidentalmente Norris durante un tentativo di violenza sessuale, questi si rivolge ai vicini Max e Nikki per farsi aiutare a sfuggire alla polizia e i due coniugi decidono di nasconderlo nel loro cottage desolato nella campagna gallese. Mentre Dunston si mette a dare la caccia a Tom, tra il ragazzo e Nikki scoppia la passione.

## Riconoscimenti
- 2001 – Cherbourg-Octeville Festival of Irish & British Film
  - Candidatura al miglior film

- 2002 – Torino International Gay & Lesbian Film Festival
  - Candidatura al miglior film